# Juan de Ribera Berenguer
Juan de Ribera Luis Berenguer Palau (Valencia, 14 de enero de 1935-Castellón de la Plana, 4 de octubre de 2016) fue un pintor español.

## Biografía

### Los primeros años
Juan de Ribera Berenguer nació el 14 de enero de 1935 en el seno de una familia de larga tradición artística. Fue su padre el profesor y pintor Rafael Berenguer Coloma y uno de sus bisabuelos, Rafael Berenguer y Condé, el primer catedrático de Dibujo Aplicado a las Artes y a la Fabricación de Valencia.
Estudió el Bachillerato en el Instituto Luis Vives. Durante los años 1948/51 realizó estudios de Magisterio. En el curso 1951/52 se matriculó en la Escuela de Artes y Oficios y posteriormente ingresó en la Escuela de Bellas Artes de San Carlos de Valencia, en el curso 1952/53.

### Comienza su andadura hacia el Arte
En el verano de 1953 pinta su primer autorretrato al óleo, que presentará a la Exposición Bienal de Arte del Reino de Valencia y consigue la Beca de Protección Escolar, de la que disfruta hasta finalizar sus estudios.
En la XV Exposición de Arte Universitario celebrada durante 1955/56, obtiene Primera medalla de dibujo  por Dibujos y, en junio de 1956, participa con cuatro obras en la exposición Los de San Carlos en Sala Lafuente. También participa, en el V Concurso Nacional y Provincial de Pintura de Alicante y es pensionado en la Residencia del Paular (Segovia) por su cuadro Barracones en la playa de Nazaret. En octubre del citado año, obtiene Medalla de Oro en la Exposición de obras de los pintores pensionados en El Paular por el óleo Plaza del Obispo y en noviembre, al concurrir al I Salón de Otoño del Club Universitario, alcanza el Primer Premio de pintura por Ruinas del Grao y Primer Premio de dibujo por Autorretrato.
Como miembro fundador del Grupo Parpalló, participa en la 1.ª Exposición que dicho grupo realiza en el Ateneo Mercantil de Valencia, con las obras Sepúlveda y Casas del arrabal de Segovia y en el II Salón de Otoño del Ateneo Mercantil recibe Mención especial por Barrio Viejo, cuadro que fue adquirido por el pintor Francisco Lozano, que formaba parte del jurado.
Obtiene la Pensión de pintura (paisaje), de la Diputación Provincial de Valencia para 1957, con el óleo Jardín Botánico. En marzo de 1957 participó en la exposición organizada por el Movimiento Artístico del Mediterráneo con Cebollares y estercoleros en las eras de Paterna y Dibujo de niño. En mayo concurre con Arrozales quemados y  Ruinas del Grao a la exposición de la galería Art Nou, junto con Andreu Alfaro, Salvador Soria, Monjalés y Nassio Participa en la Exposición Nacional de Bellas Artes de Madrid con la obra Suburbio y, también en mayo de 1957, realizó su primera exposición individual en Sala Mateu, de su ciudad natal, con texto de Alfons Roig Izquierdo.
En la Exposición VI Concurso Nacional y Provincial de Pintura de Alicante participa con Plaza redonda y La Alberca; en la 3.ª Exposición del Grupo Parpalló, realizada en el Palacio de la Generalidad de Valencia, concurre con Mi hermano Lorenzo y Ruinas del Grao. Expone también con el Movimiento Artístico del Mediterráneo y, en el IV Salón de Benimar, alcanza 2.º Premio con medalla de oro , por La Casa Roja.
Terminados sus estudios logra el Premio Fin de Carrera y el premio, concedido por la Real Academia de Bellas Artes de San Carlos, de la Fundación Roig; El Ayuntamiento de Valencia le adquiere el cuadro Cúpulas y ya, finalizando el año, ilustra Las Raíces, novela de José Luis Aguirre, Premio Valencia de Literatura-Novela 1957 y, con el Movimiento Artístico de Mediterráneo, expone en Sala Braulio.
En 1958 concurre a la Primera Exposición Arte Actual del Mediterráneo. Movimiento Artístico del Mediterráneo en el Palacio y Jardines de la Generalidad Valenciana. En el II Premio Señera de pintura, del Excmo. Ayuntamiento de Valencia alcanza Primer premio por Varadero.
Finalizado, en 1959, su servicio militar en Palma de Mallorca, realiza su 2.ª Exposición individual en la Asociación Artística Vizcaína de Bilbao; en 1960, su 3.ª Exposición individual, en Sala Mateu y, en la Exposición Nacional realizada en Barcelona, es galardonado con El Premio Ciudad de Valencia por Barcas Negras. En el VI Salón de Otoño del Ateneo Mercantil recibe Mención Honorífica y le compra dicha Sociedad Hospital.

### Nuevos horizontes se abren en Madrid

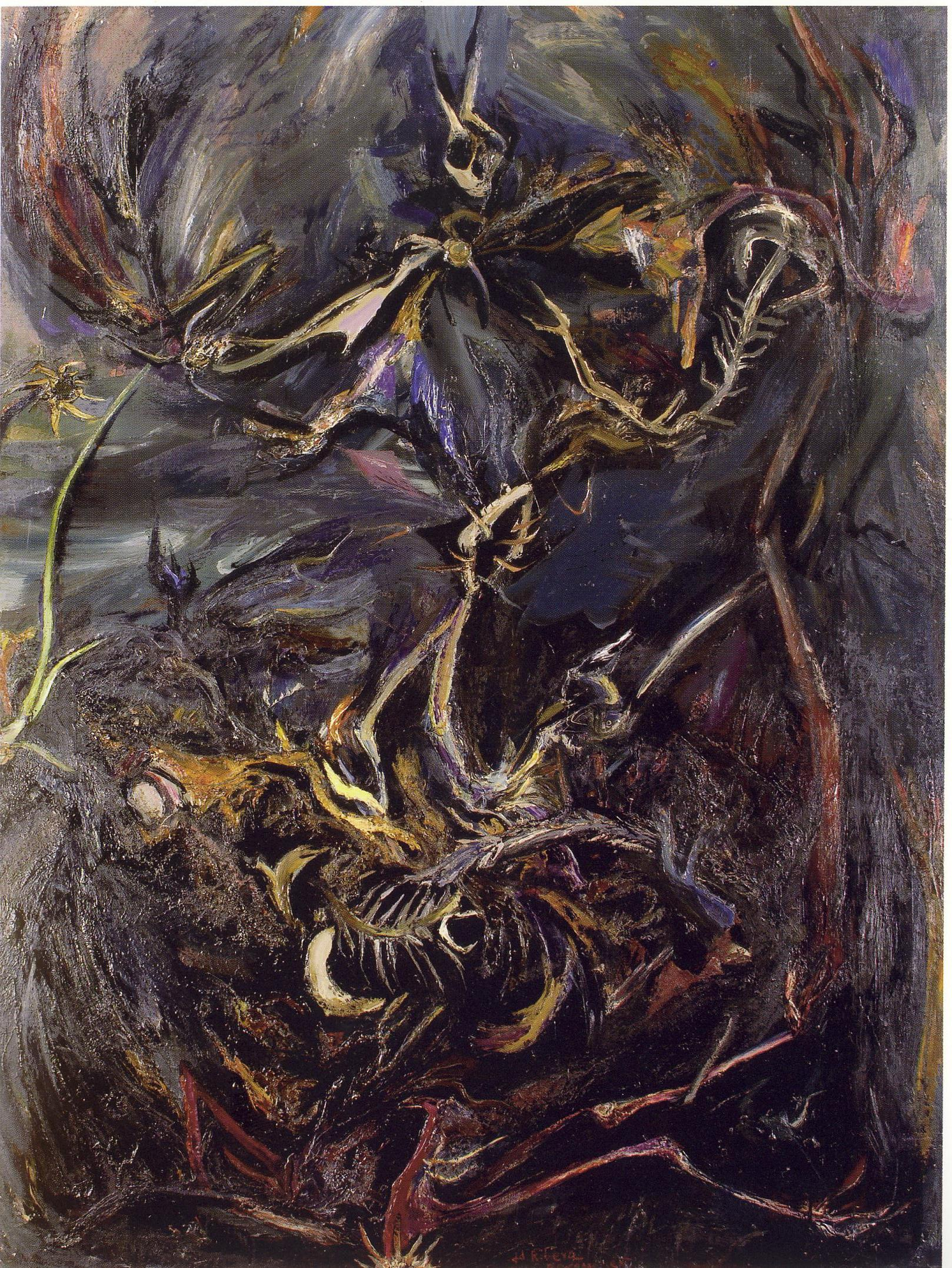
Homenaje al entierro del conde de Orgaz

1961. - Pensionado en la Casa de Velázquez de Madrid para el curso 1961/62; La Estafeta Literaria publica algunos de sus dibujos, ilustrando diversos artículos; 4.ª Exposición individual en la Galería Illescas de Bilbao; 5.ª Exposición individual en Sala Libros de Zaragoza; junto a Serafín Juliana y Ángel Orcajo concurre a la exposición Tres pintores de hoy realizada en el Círculo de Bellas Artes de Madrid, Sala Goya; Exposición en la Casa de Velázquez y, obtiene el Primer Premio por Barcas debajo del agua en el VII Salón de Otoño del Ateneo Mercantil de Valencia.
1962. - 6.ª Exposición individual en la Galería Biosca de Madrid, cuya dirección estaba a cargo de Juana Mordó e ilustra el número 9 de la revista Poesía de España.
1963. - 7.ª Exposición individual en Galería Mediterráneo con la colaboración de la Galería Biosca de Madrid; Concurso de Bellas Artes en Játiva: 2.º premio por Cubos; concurre con Ave en la noche a la exposición Artistas españoles contemporáneos, organizada por la Dirección General de Bellas Artes del Ministerio de Educación Nacional, itinerante por Oviedo, Gijón y Avilés; envía Broussailles a la exposición Troisième Biennale de París. Manifestación Bienal et Internationale des Jeunes Artistes realizada en el Musée d'Art Moderne de la Ville de París; Exposición Galería Sierro de Madrid; I Exposición Arte Actual con Luz vegetal y Ave muerta; participa con Escobas en la exposición Joven Figuración en España, Antiguo Hospital de Santa Cruz, de Barcelona.
1964. - Ángel Crespo, le dedica Lumbre a Ribera Berenguer, poesía que se publicó en Cartas desde un pozo (1957-1963), publicaciones La Isla de los Ratones, Santander-1964; Exposición inaugural de la Galería Juana Mordó en la que participaron entre otros: Amalia Avia, José Caballero, Rafael Canogar, Eduardo Chillida, José Guerrero, Carmen Laffón, Antonio López, Francisco Lozano, Manuel Millares Sall, Manuel Hernández Mompó, Lucio Muñoz, Pablo Palazuelo, Antonio Saura, Eusebio Sempere , Pablo Serrano, Antonio Suárez, Antoni Tàpies, Fernando Zóbel, Manuel Rivera y Ribera Berenguer que lo hizo con el óleo Escoba; envió Escobas a la I Exposición de Arte Actual Español en Fráncfort y el Tríptico del rastrojo a la exposición Pintores Españoles Contemporáneos, Nueva York, Feria Mundial. Expone en la décima exposición «ARS» del seminario metropolitano de Valencia del 7 al 15 de marzo de 1964.
1965. - 9.ª Exposición individual en la Galería El Bosco de Madrid e ilustra Noticias de Sousándrade, de Ángel Crespo y Pilar Gómez Védate, suplemento del número 12 de la Revista de cultura brasileña.

### Regreso a su estudio de Valencia: Genius Loci
1966. - 10.ª Exposición individual en el Excmo. Ayuntamiento de Valencia. Salas del Museo Histórico Municipal; beca de la Fundación Juan March.
1968. - Exposición Nacional de Bellas Artes, Palacio del Retiro de Madrid, Premio de la Diputación de Valencia por Bodegón azul.
1969. - Exposiciones individuales en Bilbao (Galería Arte Bilbao, octubre de 1969) y Valencia (Sala Mateu, noviembre de 1969)
1971, 1972, 1974, 1976 y 1980. - Exposiciones individuales en Galería Nike de Valencia.
1978. - Exposición individual en Galería Heller, Madrid.
1979. - Exposición individual en Galería Gastón de Zaragoza.
1983. - Exposición individual en Galería Puchol, Valencia.
1984. - Feria de Arco de Madrid. Stand individual con la Galería Puchol.
1988 y 1992. - Exposiciones individuales en Galería El Ensanche, Valencia. 
2011. - Participa en la exposición que se exhibió en el Museo de la Ciudad de Valencia durante los meses de junio a septiembre, "Miradas de La Dehesa y La Albufera".
2015.- El Rotary Club de Valencia le concede el premio XXXI LLAMA ROTARIA 2014 ARTES, galardón que recibe el 20 de febrero de 2015.

### Principales exposiciones individuales
Destacan las realizadas individualmente en la Dirección General de Bellas Artes de Madrid, 1967/68, las dos monográficas - antológicas sobre dos aspectos de sus obras: El Mar y la Materia, celebrada en el edificio del Reloj del Puerto de Valencia en 1996 y María en el año del Espíritu, en el Museo de la Ciudad de Valencia, 1998 y 1953-2007 Ribera Berenguer, retrospectiva de toda su obra, organizada por el Consorcio de Museos de La Generalidad Valenciana, de carácter itinerante, en el Museo Centro del Carmen de Valencia, el Real Monasterio de Santa María de la Valldigna y Museo de Bellas Artes de Castellón, 2007/08.

### Principales exposiciones colectivas
1956.- Exposición Grupo Parpalló, Ateneo Mercantil, Valencia.
1957.- Exposición Nacional de Bellas Artes, Madrid.
1957.- II Exposición Grupo Parpalló en el Círculo Maillol, Barcelona.
1957.- III Exposición Grupo Parpalló, Palau Generalitat, Valencia.
1964.- Exposición inaugural Galería Juana Mordó, Madrid.
1968.- Exposición Nacional de Bellas Artes, Palacio del Retiro, Madrid.
1969.- Exposición "Pintores Figurativos en la España Actual", Palacio de Congresos, Madrid y posteriormente en San Diego y San Luis, Estados Unidos.
1976.- "75 años de pintura valenciana, 1901/1975". Salas del Archivo Municipal de Valencia.
1985.- "Legado Juana Mordó por el arte", Círculo de Bellas Artes, Madrid.
1988.- "Alfons Roig y el seus amics", Sala Parpalló, Palau de la Scala, Valencia.
1994.- "Un Siglo de Pintura Valenciana. 1880/1990" IVAM Centro Julio González, Valencia.
1996.- "La pintura valenciana desde la postguerra hasta el Grupo Pallardó (1939-1956)" Centro Cultural La Beneficencia, Valencia.
1999.- "La Luz de las Imágenes", Catedral de Valencia.
2002.- "Pintura Valenciana de los siglos XIX y XX". Museo del siglo XIX, Valencia.
2009.- "Cien años de diálogo de pintura y escultura. Obras de un siglo de arte valenciano (1909-2009)", Museo de la Ciudad, Valencia.
2011.- "Cuarto centenario de la muerte de San Juan de Ribera". Museo del Real Colegio del Patriarca, Valencia.
2013.- "Viva Valencia: Arte y Gastronomía. La cocina de la pintura" IVAM Centro Julio González, Valencia.
2014.- "Patrimonio Artístico: Dibujos y Pinturas de la Diputación de Valencia. Museo de la Ilustración, Valencia.
2014.- "Poéticas Figurativas en las colecciones del Museo San Pío V 1947/2006" Museo de Bellas Artes, Valencia
2017.- "Memoria de la Modernidad", Diputación de Valencia. Exposición itinerante: Requena, Alzira, Onteniente, Sagunto y Valencia.

### Obras destacadas
Ha realizado obras de gran formato destacando: en 1998 Gran paisaje de Valencia central, perteneciente al Museo de la Ciudad de Valencia; Mis Meninas y Homenaje al Realismo en 3 espacios de 1980 y 1984 respectivamente; Paisaje del Puerto y la Ciudad de Valencia de 1996; Calvario y la Inmaculada de 1998 y 2000, para la Iglesia de San Juan y San Vicente de Valencia.
Poseen obras suyas: Catedral de Valencia, Museo San Pío V, Museo de la Ciudad de Valencia, Museo de Arte Contemporáneo de Villafamés, Diputación, Ateneo y Cámara de Comercio de Valencia, Autoridad Portuaria de Valencia, Bancaja, Casa de Velázquez, Museo Municipal y Círculo de Bellas Artes de Madrid. Museo de Springfield (Massachusetts), Estados Unidos. Iglesias de San Jaime de Algemesí, la Virgen de la Salud de Chirivella y San Juan y San Vicente de Valencia.

## Nueva figuración española
La pintura de Juan de Ribera Berenguer es de difícil clasificación, al derivar su figuración de un acentuado expresionismo que cultivó alrededor de los años sesenta incrementando posteriormente la densidad matérica, convirtiendo su arte en un realismo de nuevo espíritu y acusada personalidad. Carlos Arean lo definió «como a uno de los más portentosos inventores de la nueva figuración española, en la que se patentizan e incluso exaltan y perfeccionan muchos de las más recientes conquistas de los renovadores de la pintura fluctuante en España, inserto de llenar dentro de una tradición tenebrista española, heredero espiritual de Ribalta y José Ribera». También coincidió Adolfo de Azcárraga al afirmar en su libro Arte y artistas valencianos que «Ribera Berenguer es uno de nuestros más grandes artistas por su condición de pintor de cepa castiza, perteneciente a la gran cantera realista que dio a luz el arte español de los siglos de oro. Porque Ribera es, desde hace años, el empeñado y admirable cultivador de un vigoroso realismo personal; un pintor, en suma, al que se le considera el máximo representante actual de esa pintura nuestra, con acierto llamada de la Veta Brava».